# Холмський повіт
Холмський повіт (пол. powiat chełmski) — один з 20 земських повітів Люблінського воєводства Польщі.
Утворений 1 січня 1999 року в результаті адміністративної реформи.

## Загальні дані
Повіт знаходиться у східній частині воєводства.
Адміністративний центр — місто Холм.
Станом на 1.01.2008 населення становить 79 364 осіб, площа 1885,6 км².

## Демографія
Демографічні дані повіту станом на 30.06.2005:
|       | Всього | Всього | Жінки  | Жінки | Чоловіки | Чоловіки |
| ----- | ------ | ------ | ------ | ----- | -------- | -------- |
|       | осіб   | %      | осіб   | %     | осіб     | %        |
| Повіт | 73 709 | 100    | 37 276 | 50,6  | 36 433   | 49,4     |
| Міста | 69 140 | 100    | 34 923 | 50,5  | 34 217   | 49,5     |
| Села  | 4569   | 100    | 2353   | 51,5  | 2216     | 48,5     |

## Історія
За офіційним переписом населення Польщі 10 вересня 1921 року населення Холмського повіту становило 121 475 осіб (58 814 чоловіків та 62 661 жінок), налічувалося 16 332 будинків. Розподіл за релігією: 68 770 римо-католиків (56,61 %), 24 701 православних (20,33 %), 19 912 юдеїв (16,39 %), 7476 євангельських християн (6,15 %), 401 греко-католик (0,33 %), 201 християнин інших конфесій (0,17 %), 12 нерелігійних. Розподіл за національністю: 93 269 поляків (76,78 %), 14 501 єврей (11,94 %), 8297 українців (6,83 %), 5207 німців (4,29 %), 198 осіб інших національностей (0,16 %).
Відповідно до договору про радянсько-польський кордон 1945 року, Холмський повіт, як і вся Холмщина, увійшов до складу Польщі. 9 вересня 1944 року в Любліні за вказівкою верховної радянської влади було укладено угоду між Польським комітет національного визволення та урядом УРСР, що передбачала польсько-український обмін населенням. З 15 жовтня 1944 по серпень 1946 року в Україну з Холмського повіту було депортовано 33 195 осіб (з 34 462 взятих на облік до виселення).
Втім, як пізніше з'ясувалося деяким українцям вдалося уникнути переселення, тому в 1947 році польська комуністична влада почала готувати вже нову депортацію, відому як операція «Вісла». За польськими підрахунками станом на 1 серпня 1947 року в повіті налічувалося 3619 українців (1376 родини), які підлягали виселенню в північно-західні воєводства.